# Короглаш (манастир)
Манастирът Короглаш, посветен на „Възнесение Господне“, се намира в близост до село Милошево, община Неготин на 6 км северозападно от Неготин, Източна Сърбия.
Няма запазени исторически данни кога е построен и от кого. По традиция на празниците Спасовден и Гергьовден на това място се събират хора. Църквата е еднокорабна, отвън изградена на 3 части, а отвътре с полуокръжна апсида и сводове. Северната и южната фасади са оживени с плитки ниши с полукръгли арки. Облицован е с кръгли и кръстовидни керамично-пластични декоративни елементи.
Въз основа на строителните методи, главно декорацията по фасадите, може да се съди, че манастирът принадлежи към Моравската стилистична група. Стенописите са силно увредени поради това, че храмът е в руини, но оцелелите стенописи говорят за доста добро качество. По време на последните археологически проучвания на това място е открит голям средновековен некропол.